# Talkin' 'bout a Revolution
Talkin' 'bout a Revolution è un singolo della cantautrice statunitense Tracy Chapman, pubblicato nel 1988 ed estratto dal suo primo ed eponimo album in studio Tracy Chapman.
La canzone si piazzò solo alla posizione numero 75 negli Stati Uniti, un risultato decisamente inferiore a quello del precedente singolo Fast Car. Ha comunque raggiunto la top 40 in Austria, Belgio, Francia, Nuova Zelanda e Paesi Bassi.

## Antefatti
La canzone era nel repertorio della cantante nel periodo in cui studiava alla Tufts University di Medford (Massachusetts), prima di iniziare la sua carriera professionale nel mondo della musica. Il collega di università, Brian Koppelman, diede a suo padre Charles Koppelman, che gestiva la SBK Records, una cassetta di questo brano, portando Chapman a firmare un contratto discografico.

## Tracce
- CD

1. Talkin' 'bout a Revolution
2. If Not Now...
3. Behind the Wall (live)
4. She's Got Her Ticket

## Classifiche
| Classifiche (1988) | Posizione massima |
| ------------------ | ----------------- |
| Stati Uniti        | 75                |